# Плаутілья Бріччі
Плаутілья Бріччі (або Plautilla Brizio ; 1616—1690; фл. 1650—1664) — практикуюча італійська архітекторка та художниця XVII століття.
Про неї залишилося мало інформації. Вона працювала разом зі своїм братом Базиліо в деяких архітектурних проєктах у Римі та поблизу міста, і була єдиною жінкою-архітектором того часу. Її авторство приписують невеликому палацу біля порту Сан-Панкраціо.
Також її роботою вважається церква Сан-Луїджі-де-Франсіа, а саме третя каплиця у лівому проході. Окрім цього вважається, що саме вона намалювала у цій каплиці вівтар
Ще однією з її робіт є каплиця Святого Бенедикта в Римі

## Вівтар та каплиця в церкві Сан-Луїджі-де-Франсіа

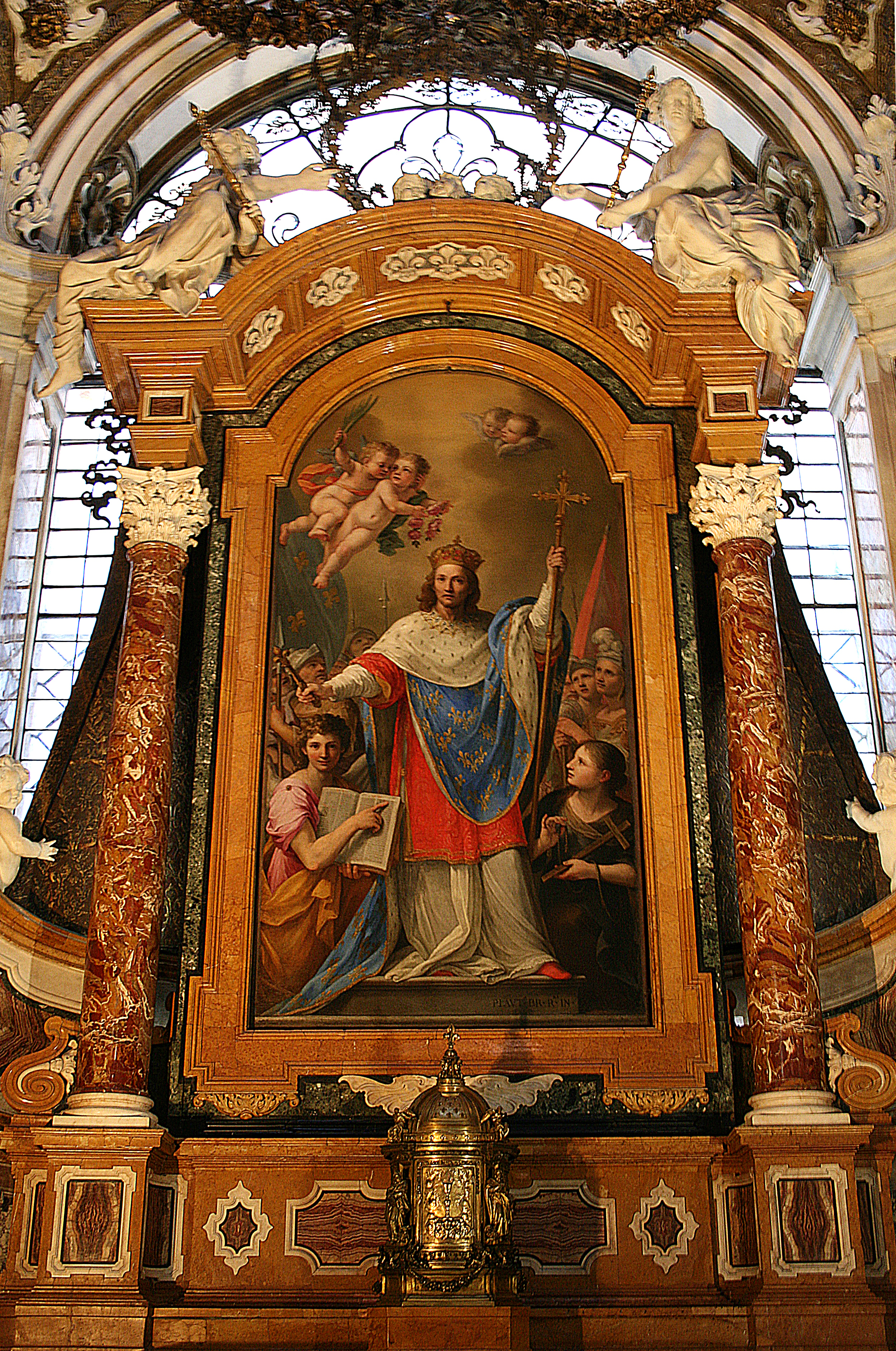
Вівтар у церкві Сан-Луїджі-де-Франсіа
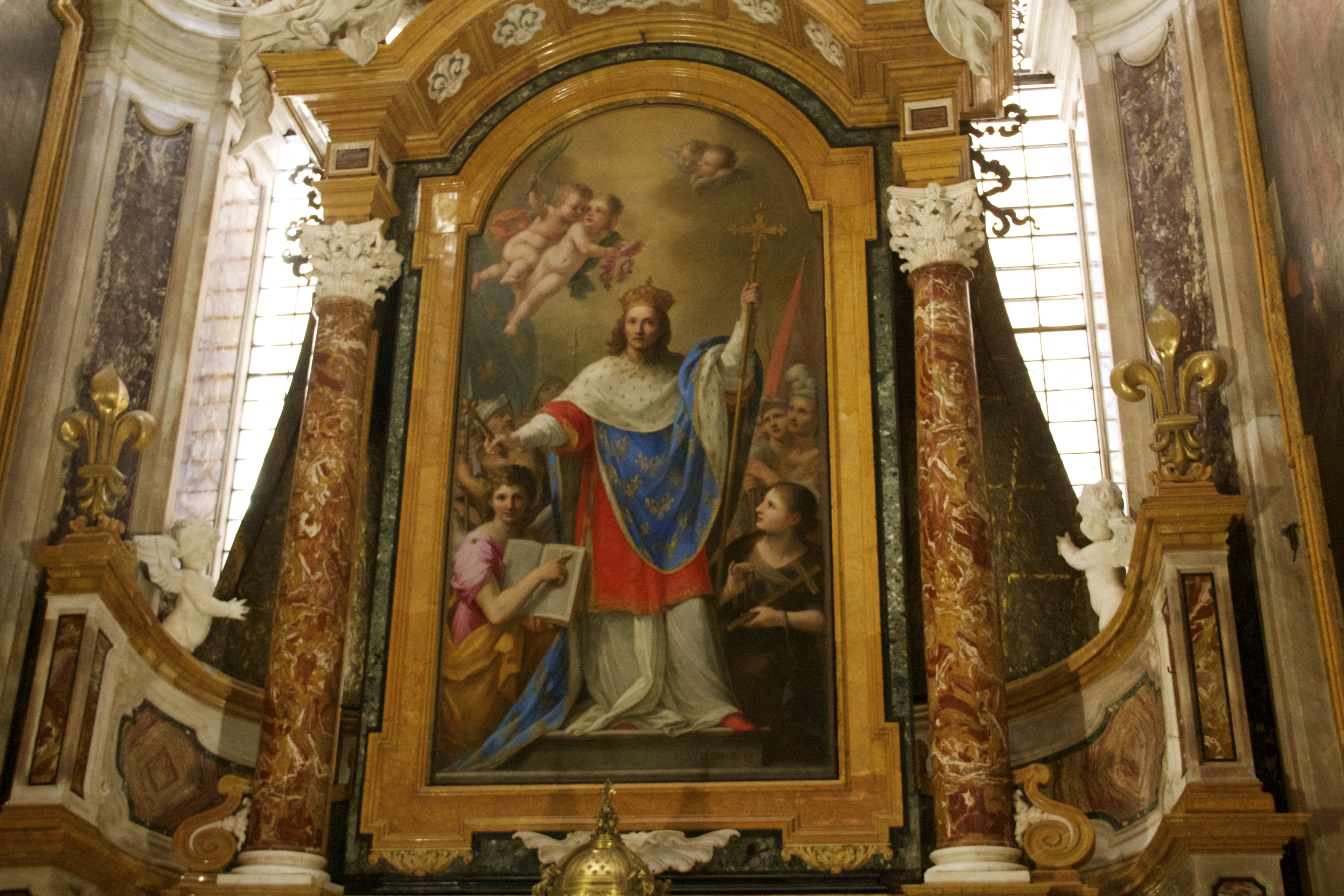
Вівтар та частина каплиці
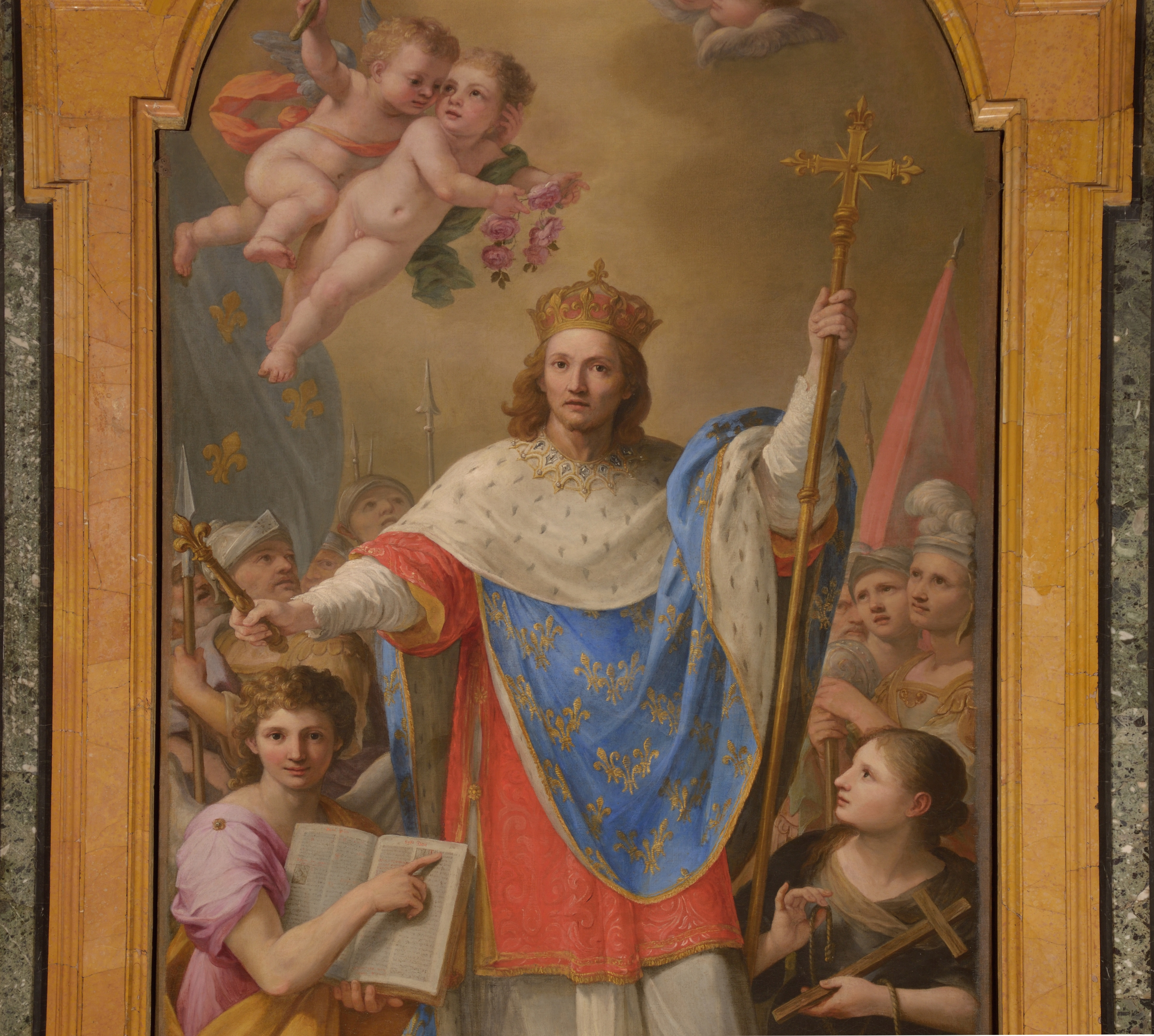
Зображення Святого Луїджі-де-Франсіа
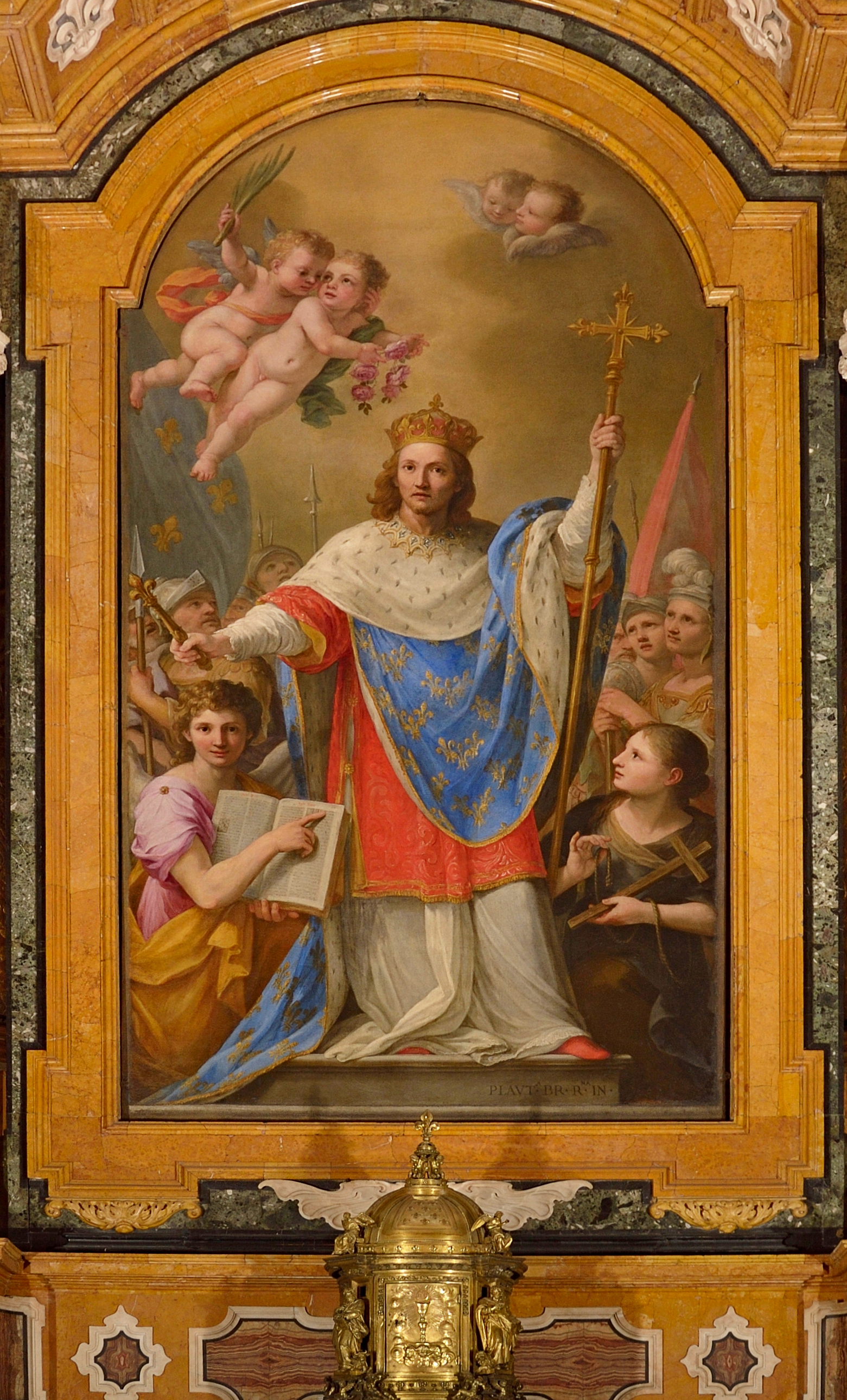